# Nine Lives (film 2002)
Nine Lives è un film thriller statunitense del 2002 diretto da Andrew Green.

## Trama
Nove amici si riuniscono per un party di compleanno in uno splendido castello scozzese. Il divertimento comincia a diminuire quando all'esterno si scatena una bufera che taglia il gruppo fuori dal resto del mondo, dato che tutte le strade sono bloccate, la neve arriva a mezzo metro d'altezza e le comunicazioni s'interrompono. Trovano un libro che non avrebbero mai dovuto trovare, risvegliando così qualcosa d'inquietante...

## DVD

### Caratteristiche tecniche
- Lingue: Italiano Dolby Digital 5.1, Italiano Dolby Digital 2.0, Italiano DTS 5.1 e Inglese Dolby Digital 2.0
- Sottotitoli: Italiano
- Video: 16/9 anamorfico

### Contenuti speciali
- Galleria fotografica
- Interviste
- Trailer originale